# Finale Europacup II 1988
De finale van de Europacup II van het seizoen 1987/88 werd gehouden op 11 mei 1988 in het Stade de la Meinau in Straatsburg. AFC Ajax nam het op tegen KV Mechelen. Nog nooit stond er in een Europese finale een Nederlandse club tegenover een Belgische. Het was overigens precies tien jaar eerder dat de laatste Belgische club de finale van de Europacup II won.
Bij Ajax speelden, behalve een Zweed, enkel Nederlanders mee. Bij KV Mechelen stonden er zes Belgen aan de aftrap en vier Nederlanders. De andere basisspeler was een Israëliër.

## Wedstrijdverslag
Ajax werd op voorhand als favoriet beschouwd, terwijl het bescheiden KV Mechelen zich al gelukkig mocht prijzen met een finaleplaats. Opvallend was ook de aanwezigheid van de Nederlandse coach Aad de Mos. Hij was voor hij bij Mechelen aan de slag ging actief bij Ajax.
Ajax kwam na een kwartier voetballen al meteen met een man minder te staan. Danny Blind haalde de doorgebroken Marc Emmers neer en kreeg een rode kaart. Mechelen kon het voordeel niet meteen omzetten in doelpunten. Het was wachten tot na de rust alvorens er een goal viel. Eli Ohana draaide zijn bewaker dol en bracht de bal voor doel. De Nederlandse aanvaller Piet den Boer kopte de bal aan de eerste paal binnen. Mechelen kon de voorsprong behouden en mocht na 90 minuten voor het eerst in de geschiedenis een Europese beker in ontvangst nemen.
|                        |              |       |      | |
| 11 mei 1988 20:15 CEST | KV Mechelen  | 1 – 0 | Ajax | Stade de la Meinau, Straatsburg Toeschouwers: 39.446 Scheidsrechter: Dieter Pauly (West-Duitsland) |
| 11 mei 1988 20:15 CEST | Den Boer 53' |       |      | Stade de la Meinau, Straatsburg Toeschouwers: 39.446 Scheidsrechter: Dieter Pauly (West-Duitsland) |

| Mechelen | Ajax |

| KV Mechelen: |    |                    |            |
|              |    |                    |            |
| GK           | 1  | Michel Preud'homme |            |
| RB           | 6  | Koen Sanders       | Kreeg geel |
| CB           | 3  | Lei Clijsters      |            |
| CB           | 4  | Graeme Rutjes      |            |
| LB           | 9  | Geert Deferm       |            |
| RM           | 5  | Wim Hofkens        | 73'        |
| CM           | 2  | Marc Emmers        |            |
| LM           | 8  | Erwin Koeman       |            |
| RW           | 7  | Pascal De Wilde    | 60'        |
| CF           | 11 | Piet den Boer      | Kreeg geel |
| LW           | 10 | Eli Ohana          |            |
| Invallers:   |    |                    |            |
| DF           | 15 | Paul Theunis       | 73'        |
| MF           | 16 | Paul De Mesmaeker  | 60'        |
| Coach:       |    |                    |            |
| Aad de Mos   |    |                    |            |

| Ajax:          |    |                   |            |
|                |    |                   |            |
| GK             | 1  | Stanley Menzo     |            |
| CB             | 2  | Danny Blind       | 16'        |
| CB             | 5  | Frank Verlaat     | 73'        |
| CB             | 3  | Jan Wouters       | Kreeg geel |
| LB             | 4  | Peter Larsson     |            |
| RM             | 6  | Arnold Scholten   |            |
| CM             | 8  | Aron Winter       |            |
| LM             | 10 | Arnold Mühren     |            |
| RW             | 7  | John van 't Schip | 57'        |
| CF             | 9  | Johnny Bosman     |            |
| LW             | 11 | Rob Witschge      |            |
| Invallers:     |    |                   |            |
| FW             | 17 | Dennis Bergkamp   | 57'        |
| FW             | 16 | Henny Meijer      | 73'        |
| Coach:         |    |                   |            |
| Barry Hulshoff |    |                   |            |

Na de wissel van John van 't Schip ging de aanvoerdersband naar Jan Wouters.
1960/61 · 1961/62 · 1962/63 · 1963/64 · 1964/65 · 1965/66 · 1966/67 · 1967/68 · 1968/69 · 1969/70 · 1970/71 · 1971/72 · 1972/73 · 1973/74 · 1974/75 · 1975/76 · 1976/77 · 1977/78 · 1978/79 · 1979/80 · 1980/81 · 1981/82 · 1982/83 · 1983/84 · 1984/85 · 1985/86 · 1986/87 · 1987/88 · 1988/89 · 1989/90 · 1990/91 · 1991/92 · 1992/93 · 1993/94 · 1994/95 · 1995/96 · 1996/97 · 1997/98 · 1998/99